# Ixora palawaensis
Ixora palawaensis är en måreväxtart som beskrevs av Elmer Drew Merrill. Ixora palawaensis ingår i släktet Ixora och familjen måreväxter. Inga underarter finns listade i Catalogue of Life.